# Academia Leopoldină
Academia Germană de Științe, sau Academia Leopoldină, în limba germană Deutsche Akademie der Naturforscher Leopoldina – Nationale Akademie der Wissenschaften, este academia națională a Germaniei.

## Istoric

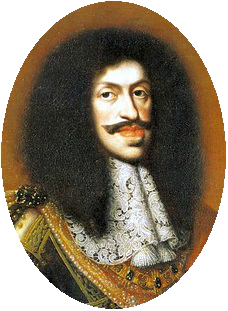
Împăratul Leopold I

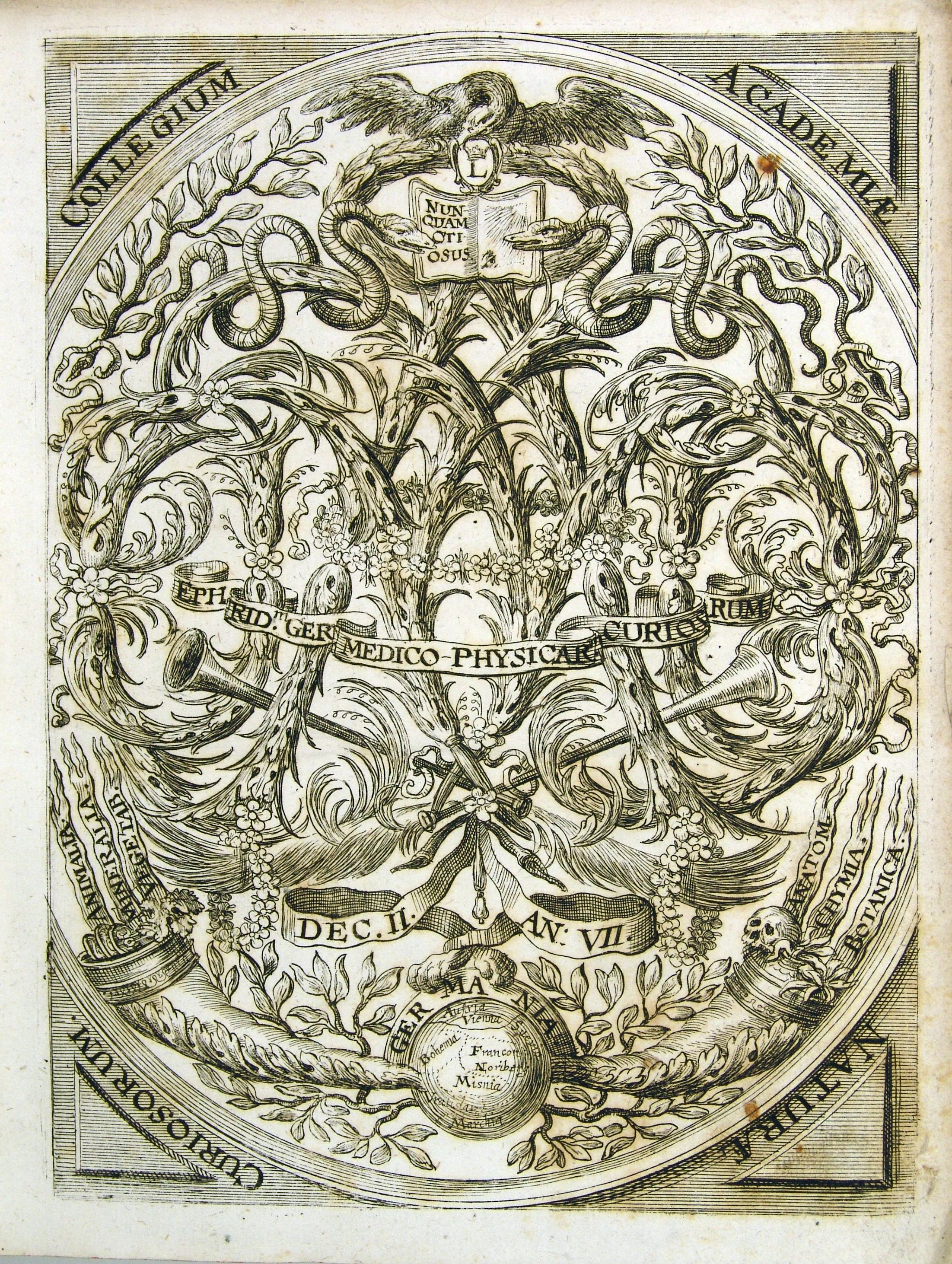
Miscellanea Curiosa cu mottoul, 1688

### Secolul XVII și XVIII
Academia Leopoldină este cea mai veche academie științifică și medicală. Mai târziu, s-a deschis și pentru științele empirice cum sunt cele comportamentale, sociale și umaniste. Nunquam otiosus („Niciodată inactiv”) este mottoul ei. Societăți științifice similare au apărut după Războiul de Treizeci de Ani în Anglia (Royal Society, 1660) și Franța (Academia Franceză de Științe, 1666).
Leopoldina a fost fondată la 1 ianuarie 1652 în orașul imperial Schweinfurt de către medicii Johann Laurentius Bausch (1605-1665), Johann Michael Fehr (1610-1688), Georg Balthasar Metzger (1623-1687) și Georg Balthasar Wohlfahrt (1607-1674) ca societate privată sub denumirea Academia Naturae Curiosorum. Biblioteca societății asociată a cuprins între altele monografii medicale și farmaceutice, care au fost numite în  statutele (leges) tinerei academiei modele pentru activitatea viitoare. Bausch a determinat în testamentul său, că pentru viitor, biblioteca să fie transmisă ereditar întotdeauna unui medic din familie. Într-un prim program ambițios de lucru, organizația a vrut să desăvârșească tradiția literară până la aproximativ 1630 (care a culminat în jurul începutului secol al XVII-lea): publicarea de monografii enciclopedice care aveau să cuprindă toate obiectele din regnul mineral, vegetal și animal începând în antică, pentru a face disponibil medicilor toate cunoștințele deja din cele mai vechi timpuri, dar în conformitate cu criteriile științifice uniforme, adormam și formam Academiae Naturae Curiosorum, cu alte cuvinte, să fie creată o enciclopedie completă a remediilor. Dar volumul enorm de muncă cerut în primele leges ( la fiecare șase luni un obiect), a suprasolicitat  membri. Astfel prima monografie a apărut la nouă ani după înființarea academiei. Ea a fost scrisă de Philipp Jacob Sachs von Lewenhaimb (1627-1672) sub titlul Ampelographia și a fost o lucrare cu imagini de 670 de pagini deasupra viței de vie.
În anul 1670 societatea a publicat pentru prima dată jurnalul anual Miscellanea Curiosa medico-physica Academiae Naturae Curiosorum sive Ephemeridum medico-physicarum germanicarum curiosarum căutând în același timp, recunoașterea imperială a tinerei academii. De acea, jurnalul a fost dedicat împăratului Leopold I al Sfântului Imperiu Roman. Și chiar, însă 1677, societatea a fost recunoscută de Leopold, cunoscut pentru interesul său deosebit în artele și științele timpului său, acum numită oficial Akademie des Heiligen Römischen Reiches („Academia de Sfântul Imperiu Roman“), iar la 7 august 1687 a confirmat prin decret privilegiile imperiale ale academiei. Președintele și directorul, responsabili pentru publicarea revistei precum și succesorii lor au fost numiți doctori personali imperiali și înnobilați. De deosebită importanță pentru activitatea ulterioară a academiei a fost eliberarea de cenzură. De atunci a fost numită Sacri Romani Imperii Academia Caesareo-Leopoldina Naturae Curiosorum, din care derivă forma scurtă din prezent „Leopoldina”.
Împăratul Carol al VI-lea (1685-1740) a acordat în 1712 un sprijin semnificativ financiar pentru publicarea revistei și a aprobat schimbarea numelui în Kaiserlich Leopoldinisch-Carolinische Akademie der Naturforscher (Academia Imperială Leopoldină-Carolingiană a Naturaliștilor), iar împăratul Carol al VII-lea (1697-1745) a confirmat și a completat privilegiile academiei în 1742.

### Secolul XIX

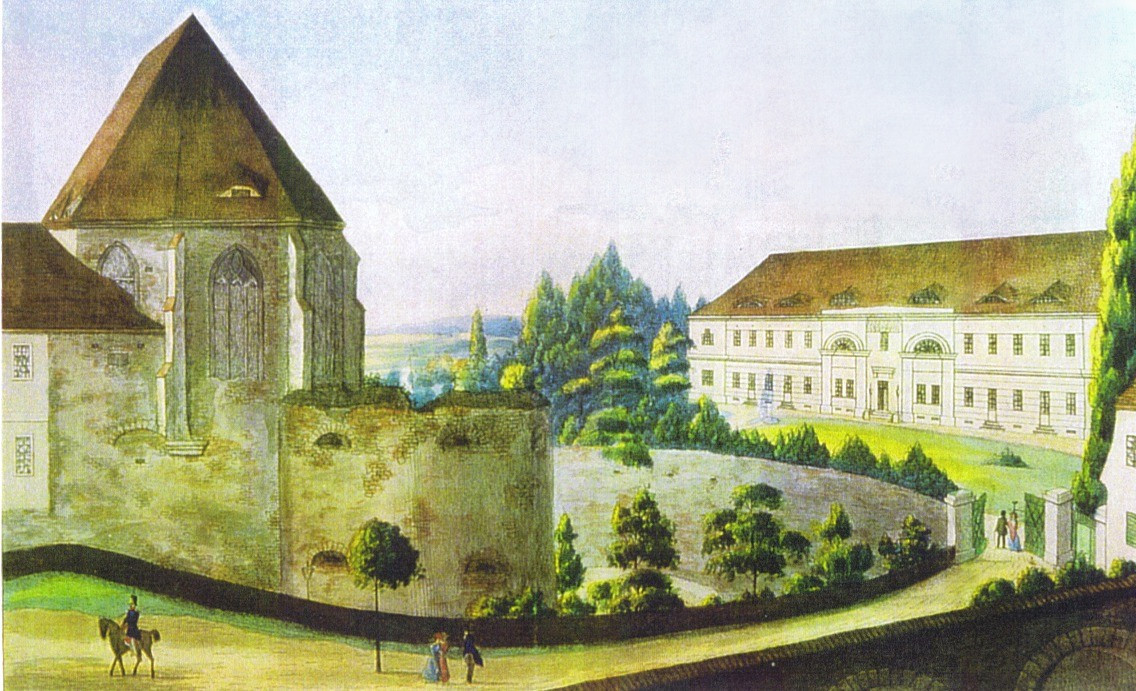
Loja masonică 1825

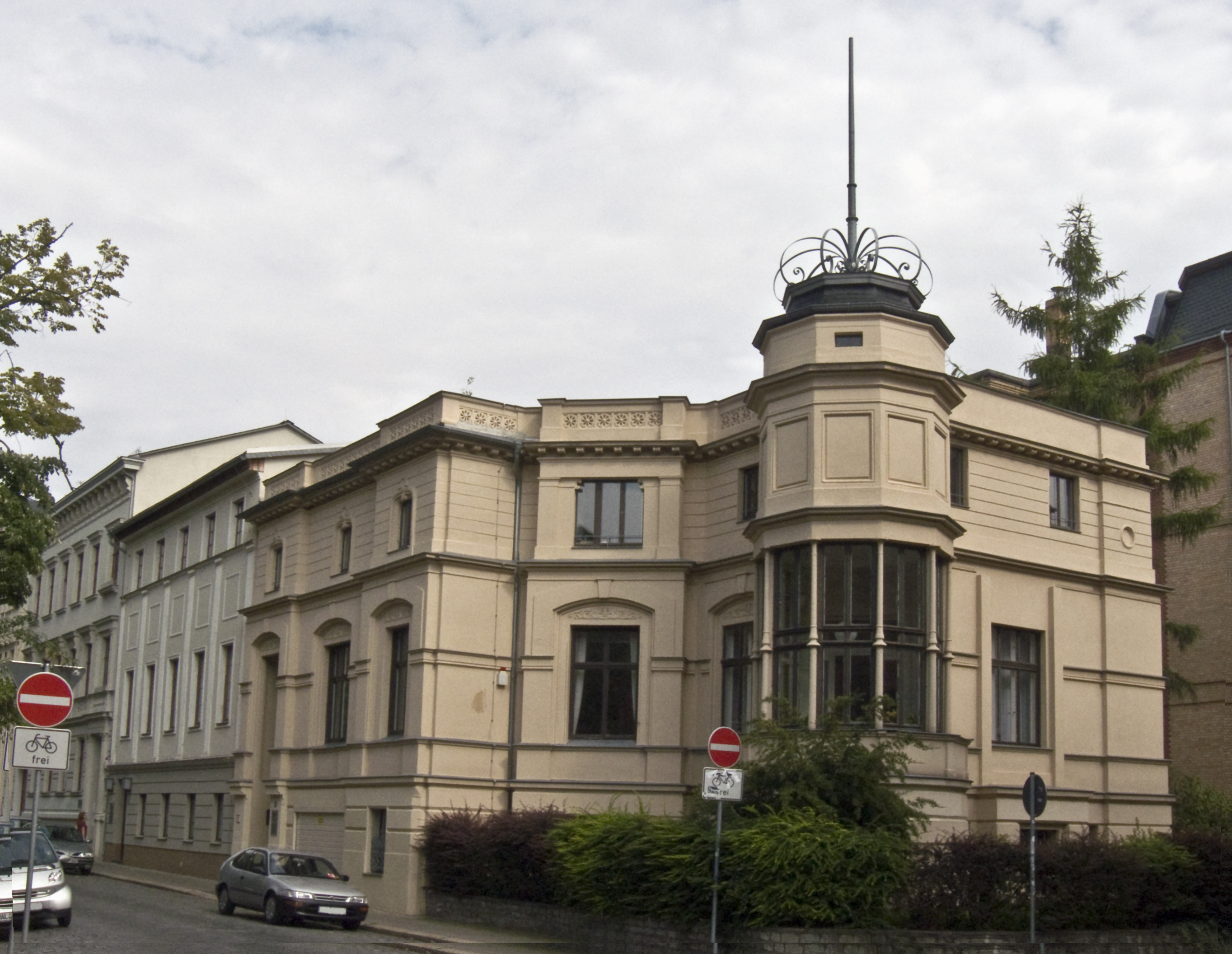
Sediul vechi în Halle

Academia a câștigat o recunoaștere internațională din ce în ce mai mare și sa răspândit, de asemenea, peste granițele confesionale. În secolul al XIX-lea, sub președinția lui Christian Gottfried Nees von Esenbeck (1776-1858), revista a fost reformată, purtând acum numele Nova Acta Leopoldina și a dezvoltat un efect științific remarcabil, nu în ultimul rând datorită adăugării de gravuri de cupru rafinate.
Președintele Wilhelm Friedrich Georg Behn (1808-1878) reformat instituția, formând astfel o organizație științifică modernă. Noul statut, hotărât în 1872,  a ținut seamă de specializarea științelor prin introducerea de secțiuni, fiecare în frunte cu un conducător de departament, un consiliul de administrație din grupurilor adjuncte regionale ca legislatori și președinția în calitate de executivă.

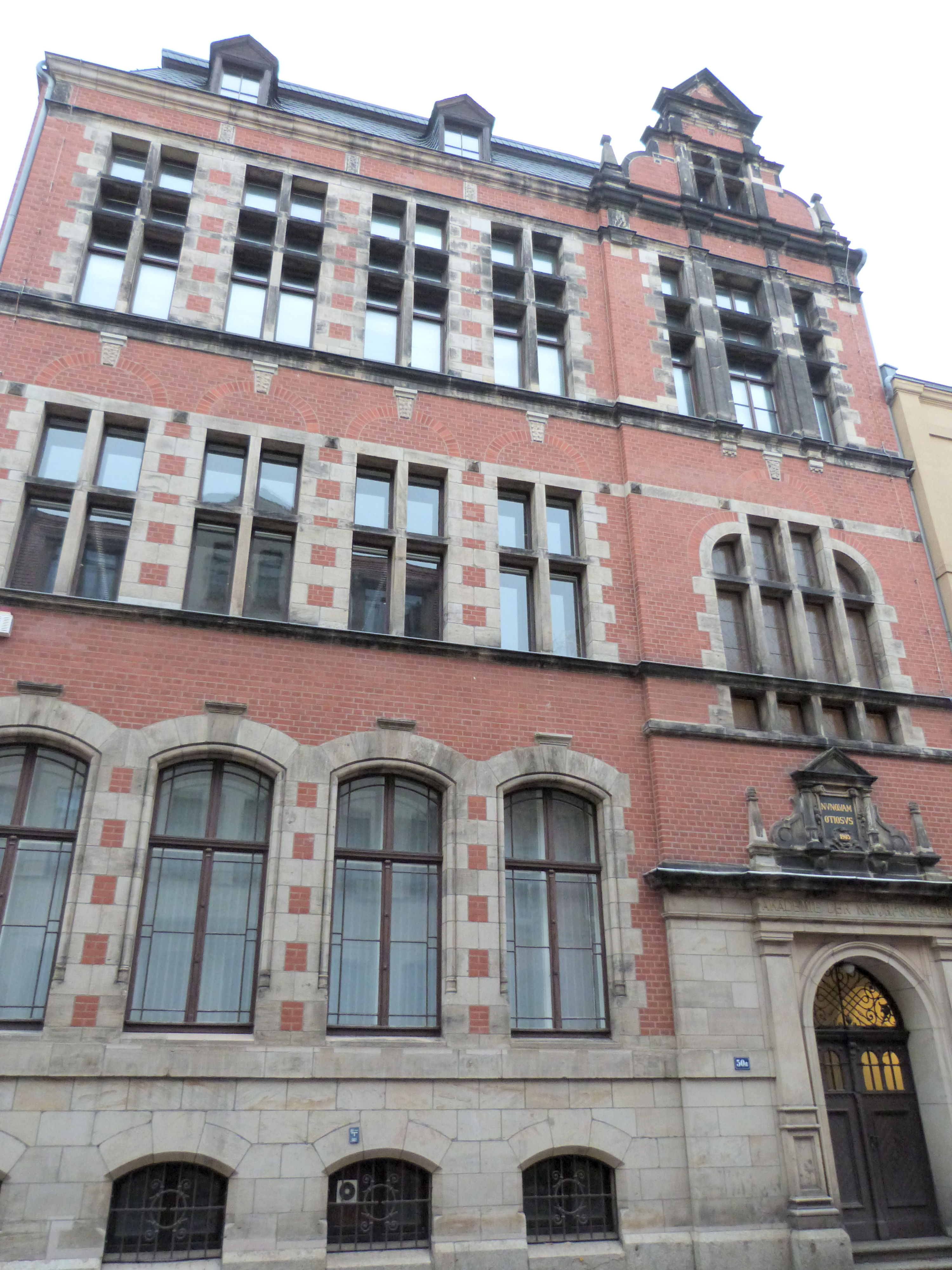
Biblioteca Leopoldină

Din anul 1878, sub președinția lui Hermann Knoblauch (1820-1895), academia a luat sediul final în Halle ca urmare a unei inițiative pentru o clădire nouă a bibliotecii în acest oraș prin bibliotecarul universitar Oscar Grulich (1844-1913), care o supraveghease pentru ani de zile. Astfel, după finalizarea proiectului, sediul permanent al academiei s-a mutat și el acolo. Anterior, locul a fost stabilit de acela de reședință al președintelui respectiv. Așa Leopoldina se afla de-a lungul secolelor în Schweinfurt, Nürnberg, Augsburg, Altdorf, Erfurt, Halle, apoi din nou în Nürnberg, Erlangen, Bonn, Breslau, Jena, Dresden și, din nou, Halle.

### Secolul XX și XXI
În ciuda tuturor problemelor cauzate de Primul Război Mondial și a răsturnării sistemului imperial, academia  nu a fost afectată, numai situația financiară sa înrăutățit. În ajunul preluării de putere de către Adolf Hitler și a partidului NSDAP, savantul elvețian Emil Abderhalden (1877-1950) a fost numit președintele societății. El dorea să dea academiei din nou un profil internațional, însă  a fost confruntat după scurt timp cu un alt spirit al vremurilor. După preluarea puterii de către naziști în 1933, academia sub Emil Abderhalden a pus în aplicare cu regularitate legea pentru restabilirea serviciului public profesional (7 aprilie 1933) prin faptul că nu au mai fost luați membri evrei noi, în timp ce până în 1932 au fost propuși numeroși savanți evrei, (Albert Einstein de Abderhalden însuși). El a refuzat inițial eliminarea de membrii din motive politice, opunându-se vicepreședintelui nazist Johannes Weigelt (1890-1948). Dar în cartea de înmatriculare stă scris cu creion „șters” sub numele lui Einstein, fără dată, și deja în lista de membri din 1933 lipsește numele său, probabil ca reacție în urma întreruperi tuturor contactelor sale cu Germania. La sesiunea festivă din 1937, a fost tipărită încă odată o listă completă a tuturor membrilor Leopoldinei incluzând majoritatea celor evreiești și prezentată publicului larg, astfel, de asemenea, celebrităților naziste, ce a reprezentat un afront (care a rămas fără consecințe), dar ce documentează că Abderhalden nu s-a  grăbit în nici un caz să își facă datoria.
Doar după instrucțiuni explicite către toate societăților al „cartelul academiilor”, membrii consiliului au discutat problema la 23 noiembrie 1938 și au decis să elimine restul membrilor evrei. Astfel, la 30 noiembrie 1938, majoritatea acestor membrii au fost scoși oficial din listă cu dată precisă. Cu toate acestea, ei au continuat să primească cărțile din anul curent ale Nova Acta Leopoldina. Fapt este, că cei mai mulți savanți de religie mozaică cu naționalitate străină au fost tot așa de puțin eliminați ca și câțiva germani, de exemplu chimistul Edmund Oskar von Lippmann (1857-1940) sau Karl Wessely (1874-1953). S-a constat ulterior, că celelalte acte fuseseră scoase din arhivă, dar nu distruse, ci depuse într-un registru separat și ascunse tot timpul în spatele unei perdele.  Deja la 9 mai 1945 au fost reînșirate. Nouă membri ai Leopoldinei și-au pierdut viața prin tirania nazistă (8 evrei, un creștin).
În 1943, Leopoldina a externalizat stocurile valoroase ale bibliotecii într-o mină de sare suprimată la Wansleben am See, pentru a le proteja împotriva bombardamentelor. Pagubele cele mai mari au fost cauzate însă prin ocupatorii sovietici. Ei au transportat toate aceste comori în Uniunea Sovietică, de unde, după decenii de efort, doar o mică parte a fost întoarsă. Dar deja mai înainte nu puțini soldați americani (care au fost primii la loc) au jefuit multe obiecte prețioase care au apărut mai târziu în aucțiuni internaționale.
După al Doilea Război Mondial orașul Halle a făcut parte din RDG și cu ea academia. Oficial, Leopoldina nu avea statute valabile în întreaga perioadă existentei acestui stat. Amendamentele adoptate de Senat la sfârșitul anilor 1960 au rămas neconfirmate din punct de vedere ministerial și au fost aplicate numai intern, deoarece nu s-a putut ajunge la un acord cu ministerul competent. Mijloace de presiune au fost aplicate ocazional, astfel anularea reuniunii anuale de la Schweinfurt (1966) sau reducerile de sprijin financiar al statului. Academia la rândul ei, fiind dominată de membri vest-germani, a amenințat cu relocarea sediului Leopoldinei în Republica Federală. Un semnal clar a fost stabilirea permanentă a unui membru german de vest ca vicepreședinte „străin”, anume laureatul cu Premiul Nobel Adolf Butenandt (1903-1995). În final, prestigiul câștigat prin participarea proeminenței științifice internaționale la reuniunile anuale ale Leopoldinei din Halle și rezonanța internațională a însumat pentru conducerea RDG totuși mai mult decât bruiajul ei, astfel încât academia a rămas în mare parte liberă de influența statului.
Cu reunirea Germaniei, Republica Federală a Germaniei a devenit proprietara Leopoldinei, dându-i statutele și structurile actuale (vezi mai jos). Casa fostei loje masonice Zu den drei Degen („La cele trei spade”) construită 1821-1824 și extinsă 1868-1888, a avut mai mulți proprietari în istoria ei. Proprietatea a fost transferată către Leopoldina în anul 2009, iar, după o restaurare îndelungată, predată într-o ceremonie de inaugurare la data de 25 mai 2012.
Asteroidul 893, descoperit pe 31 mai 1918 de astronomul german Max Wolf în Heidelberg, a fost denumit de el în onoarea academiei „Leopoldina”.

## Atribuții
La 14 iulie 2008, Academia Germană de Științe Naturale Leopoldina a fost renumită în Academia Națională de Științe. Temeiul juridic a fost decizia Republicii Federale Germania și a landurilor Germaniei din 18 februarie 2008, fiind de atunci sub auspiciul președintelui țării. Ea este independentă și s-a angajat să acționeze pentru interesul comun (conform tradiției „pentru binele omului și al naturii”) . Ideea înființării unei Academii Naționale a fost crearea unei instituții legitime care, independent de interesele economice sau politice, prelucrează științific subiecte sociale importante, comunică rezultatele politicii și publicului și reprezintă aceste subiecte atât la nivel național, cât și la cel internațional. Mai departe desfășoară evenimente științifice, instalează comisii, publică rezultatele obținute, acordă premii și promovează oameni tineri de știință. Odată cu desemnarea Nationale Akademie der Wissenschaften, Leopoldina a preluat oficial reprezentarea oamenilor de știință germani în comitetele internaționale în care sunt reprezentate alte academii naționale de științe și este implicată în consilierea științifică a publicității și a lumii politice.
Instituția este finanțată în prezent de guvernul federal (80%) și  de statul Sachsen-Anhalt (20%).

## Structură

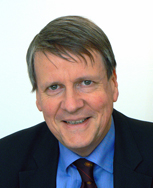
Președintele actual Jörg Hinrich Hacker

Academia este condusă de un prezidiu ale cărui membri sunt aleși de un senat. Mandatul membrilor este de cinci ani, dar o realegere este posibilă doar o singură dată. Președinția se întâlnește de obicei o dată pe lună și pregătește toate deciziile importante ale Academiei. Președinția Leopoldină este compusa după cum urmează (2017) din:
- Președintele Jörg Hacker (n. 1952), funcția începând în 2010, până în prezent, 
- 4 vicepreședinți, 
- 4 secretari de secție, 
- 3 savanți independenți
- Secretarul general (în calitate de consultant),
- Reprezentantul autorizat pentru arhive, bibliotecă și proiecte pe termen lung (în calitate de consultant) și
- Foștii membrii prezidențiali(în calitate de consultanți).

## Domenii de activitate (selecție)
Membrii Leopoldinei sunt implicați în grupuri academice și în grupuri tematice. Aici o selecție a temelor Leopoldinei:
| - Biodiversitate - Demografie - Energie - Inginerie genetică - Sănătate | - Inovație și tehnologie - Climă - Protecția animalelor de test - Celule stem - Biologie sintetică |

## Onoruri, medalii și premii
Leopoldina onorează realizări științifice remarcabile, acordând onoruri, medalii și premii.
- Leopoldina Early Career Award: El este o fundație a băncii „Commerzbank” începând cu anul 2010, fiind acordat la fiecare doi ani. Premiați sunt oameni tineri de știință pentru realizări remarcabile în domeniile științifice ale Leopoldinei, dotat cu 30.000 Euro. El a înlocuit fostul „Leopoldina-Forschungspreis” al aceleiași bănci (până în 2007).
- Medalia Carus: Ea este denumită în onoarea celui de al XIII-lea președinte al academiei, Carl Gustav Carus (1789-1869), dotată cu 5.000 € sia asociatä . Medalia Carus înzestrată cu 5000 de euro se îndreaptă către o fundație în favoarea celei de-a XIII-a. Președintele Leopoldina, Carl Gustav Carus (1789-1869), și, din 1961, asociată Premiului Carus sponsorizat de Fundația Leopoldină din Schweinfurt.  Ambele sunt acordate pentru cercetări științifice sau medicale deosebite.
- Medalia Cothenius de aur: Ea a fost o fundație a mediculuii personal la  curtea regală prusacă Christian Andreas Cothenius (1708-1789) și este cel mai important premiu al Leopoldinei cu care sunt premiati membrii ai academiei pentru lucrari remarcabile.
- Medalia împăratului Leopold I: Ea a fost donată cu ocazia celei de-a 325-a revigorări a privilegiului academiei de către împăratul Leopold I în 1687 și pentru prima dată în 2012. Cu ea se onorează persoane din viața publică care și-au câștigat merite mari pentru Leopoldina și științe.
- Medalia Gregor Mendel: Ea este dedicată fondatorului geneticii Gregor Mendel (1822-1884) și acordată din 1965 pentru cercetări deosebite în domeniul biologiei moleculare și al geneticii.
- Medalia de merit: Această distincție a fost creată în 1961 și acordată din 1962 pentru contribuții importante la bunăstarea Academiei Leopoldine.
- Medalia Schleiden: Această medalie, care arată imaginea lui Matthias Jacob Schleiden, este acordată, din 28 aprilie 1955, la fiecare doi ani pentru realizări importante în domeniul biologiei celulare.
- Membru onorific: Acest titlu a fost acordat din 1922 membrilor cu merite deosebite pentru știință și academie și este limitat la câteva persoane.
- Placheta Darwin: Distribuită pentru prima oară în 1959, ea este acordată oamenilor de știință care au ajutat la dezvoltarea ideilor lui Darwin prin cercetarea evoluției și antropologiei.
- Premiul Academiei Germane Leopoldina: Premiul este donat cu 15.000 € și este sustinut de către „Fundația Commerzbank”. În 2001 a fost acordat pentru prima dată.
- Premiul Leopoldina pentru cercetători tinerii: El  a fost creat pentru în 1993 acordat la fiecare doi ani și dotat cu 2.000 €. Beneficiari sunt savanți care au realizat contribuiri excelente în știință, medicină sau istorie naturală și încă nu au trecut la vârsta de 30 de ani.
- Premiul Georg Uschmann pentru istorie naturală: El a fost donat în 1997 de către soții Eugen și Ilse Seibold și este dotat cu 2000 €. La fiecare doi ani, începând cu anul 1999, este distinsă o disertație sau abilitare unui om de știință în domeniul istoriei naturale, medicinei sau tehnologiei.
- Premiul Carl Friedrich von Weizsäcker: El este premiul personal al asociației donatorilor împreună cu Leopoldina în categoria „Știință și Societate”, fiind acordat oamenilor de știință sau cercetătorilor care au contribuit la tratarea științifică a unor domenii problematice importante din punct de vedere social. Premiul este dotat cu 50.000 € și a fost acordat pentru prima dată în 2009. Se acordă la fiecare doi ani.
- Promotori onorifici: Leopoldina onorează cu acest titlu, non-membri care au contribuit decisiv la bunăstarea academiei.
- Senator de onoare al Leopoldinei: Cu acest titlu au fost onorați până în prezent numai două personalități: la 24 aprilie 1993 Hans-Dietrich Genscher pentru Reunificarea Germaniei precum datorită meritelor sale politice externe și interne, iar, la 7 decembrie 2005, Berthold Beitz ca recunoaștere a promovării sale reușite în vederea reunificării competențelor științifice și academice la nivel național și internațional.

## Personalități

### Președinți
| - 1652-1665: Johann Lorenz Bausch – Jason I. (Schweinfurt) - 1666-1686: Johann Michael Fehr – Argonautoa I. (Schweinfurt) - 1686-1693: Johann Georg Volkamer – Helianthus I. (Nürnberg) - 1693-1730: Lukas Schröck – Celsus I. (Augsburg) - 1730-1735: Johann Jakob Baier – Eugenianus I. (Altdorf bei Nürnberg) - 1735-1769: Andreas Elias Büchner – Bacchius (Erfurt, Halle) - 1770-1788: Ferdinand Jakob Baier – Eugenianus II. (Nürnberg) - 1788-1791: Heinrich Friedrich Delius – Democedes II. (Erlangen) - 1791-1810: Johann Christian Daniel von Schreber – Theophrastus Eresius IV. (Erlangen) - 1811-1818: Friedrich von Wendt – Diocles Carystius IV. (Erlangen) - 1818-1858: Christian Gottfried Daniel Nees von Esenbeck – Aristoteles III. (Erlangen, Bonn, Breslau) - 1858-1862: Dietrich Georg Kieser – Scheuchzer I. (Jena) - 1862-1869: Carl Gustav Carus – Cajus II. (Dresden) | - 1870-1878: Wilhelm Behn – Marco Polo I. (Dresden) - 1878-1895: Hermann Knoblauch – Thomas Johann Seebeck (Halle) - 1895-1906: Karl von Fritsch (Halle) - 1906-1921: Albert Wangerin - 1921-1924: August Gutzmer - 1924-1931: Johannes Walther - 1932-1950: Emil Abderhalden - 1952-1953: Otto Schlüter - 1954-1974: Kurt Mothes - 1974-1990: Heinz Bethge - 1990-2003: Benno Parthier - 2003-2010: Volker ter Meulen - 1 martie 2010: Jörg Hacker |

### Membri renumiți
În total 178 de membri ai Leopoldinei au primit Premiul Nobel. Faimoși membrii au fost printre alții:
| - Giovanni Battista Morgagni (1682-1771), secția de medicină - Anders Celsius (1701-1744), secția de fizică - Carl von Linné (1707-1778), secția de botanică - Albrecht von Haller (1708-1777), secția de botanică - Jacob Christian Schäffer (1718-1790), secția de botanică - William Herschel (1738-1822), secția de fizică - Johann Wolfgang von Goethe (1749-1832), secția de botanică - Olof Swartz (1760-1818), secția de botanică - Alexander von Humboldt (1769-1859), secția de naturalism - Jöns Jakob Berzelius (1779-1848), secția de chimie - Adelbert von Chamisso (1781-1838), secția de botanică | - Charles Darwin (1809–1882), secția de naturalism - Werner von Siemens (1816-1892), secția de fizică - Alexander Graham Bell (1847-1922), secția de fizică - Marie Curie (1867-1934), secția de fizică - Otto Hahn (1879–1968), secția de chimie - Albert Einstein (1879–1955), secția de fizică - Niels Bohr (1885–1962), secția de fizică - Werner Heisenberg (1901–1976), secția de fizică - Carl Friedrich von Weizsäcker (1912–2007), secția de fizică - Richard Willstätter (1872–1942), secția de chimie |